# ねとらじ放送用ツール
ねとらじ放送用ツール（ねとらじほうそうようツール）は、インターネットラジオサービスのlivedoor ねとらじにて、配信者が番組を放送するのを支援するソフトウェアである。

## 概要
ねとらじはIcecast2をベースにしており、Oddcastやedcastを用いることにより放送が可能であった。しかし、導入〜運用までが非常に面倒な上、ねとらじが独自拡張ヘッダを施したため、Oddcastやedcastに代わるソフトウェアが登場し始めた。

## ねとらじ放送用ツールの種類
ねとらじ放送用ツールには、以下のようなものがある。「Beluga」以外は個人開発者によるものであり、ねとらじの運営元であるライブドアとは関係がない。

### Microsoft Windows用
Beluga
ライブドア公式のねとらじ放送用ツール。すでに開発は終了しているが、ダウンロードは可能である。放送する以外の機能はなく、非常にシンプルに作られている。実験的に作られたBeluga2も存在する。
Oddcast (edcast)
OddSock.orgが公開しているソフト。すでに開発は終了しており、ソースコード以外のダウンロードは出来ない。スタンドアロン版以外にWinamp及びfoobar2000用のプラグインが存在する。
CompactFM
curryにより作成されたソフト。動作が非常に軽く安定しているため、長時間放送にも耐えることが出来る。
ねとらじステーション
シャオにより作成されたソフト。動作は不安定で重たい部類であったが、Vectorに公開したことから多く利用された。
ねとらじレボリューション
シャオにより作成されたソフト。沢山の機能を搭載したため不安定で重たいツールであったが、開発が進むにつれ改善されていった。現在も開発の終了はアナウンスされていない。
ねとらじスケープ
シャオにより作成されたソフト。ねとらじレボリューションの後継ツールであり、より多くの機能が搭載された。現在も開発の終了はアナウンスされていない。
PeachCast
非常に軽い動作のソフトであり、放送する以外の機能は何もない。
ShakeCast/Salmon
専用音楽プレーヤーを搭載し、ステレオミックス機能がなくてもBGMの合成を可能にした最初のソフト。
Barista(仮)
ステレオミックス機能がなくてもBGMやSkypeの音声を合成できる。
Core-La
Vista/7専用。

### Mac OS用
LadioCast
かわうそにより作成されたソフト。macOSに対応しており、Universal Binary。デフォルト設定でねとらじへ放送するための設定がされており、比較的放送までの難易度は低い。また、Microsoft Windows環境で言うところのステレオミックスがソフトウェアでエミュレートされており、SoundFlowerなどの仮想サウンドデバイスと組み合わせてSkypeなどのソフトウェアを用いたゲストとトークするなどの放送が可能である。
Nicecast
Rogue Ameba が開発しているソフト。macOSに対応しており、Universal Binary。多彩なVFXプラグインにより、音声へリバーブなどのエフェクトをかけて放送したりすることが可能である。上述のステレオミックスも可能。
MacAmp Lite X
Subband Softwareが開発していたソフト。MacAmp Lite のmacOS対応版だが、現在は開発が終了しているためにUniversal Binaryへは対応していない。また、もともとシェアウェアだったものだが、開発の終了に伴いフリーウェア化された。Nicecastと同様、音声エフェクトプラグインが用意されている。放送用ソフトというよりも、音声ファイル再生用ソフトウェア色が強く、ねとらじなどへの放送は標準装備のプラグインで対応する。しかし、2008年のねとらじ仕様変更に伴いこのプラグインを使ってのねとらじ放送ができなくなってしまったので、後述のねとらじ交換機と併用して使用する。
ねとらじ交換機
MacAmp Lite Xを用いてicecast接続を可能にするソフトウェア。MacAmp Lite Xと併用する。ねとらじ独自拡張ヘッダのDJ名表示に対応している。ねとらじ専用であるため、ねとらじ放送のための設定がされている。
MuSE
UNIX向けに作られていたねとらじ放送ツールをmacOSに移植したもの。
MacAmp・MacAmp Lite
@soft が開発していたソフト。前述のMacAmp Lite XのClassic Mac OS対応版。